# Erik Meier Carlsen
Erik Meier Carlsen (født 19. oktober 1947) er journalist og forfatter samt cand. mag i religionshistorie, Københavns Universitet. Han er uddannet ved A-pressen og har været journalist ved Dagbladet Information (1971-1986) (chefredaktør 1975-1976), Børsens Nyhedsmagasin (1986-1987), Det Fri Aktuelt (1987-1993) og Ugebrevet Mandag Morgen(1993-2000) samt lederskribent og chefredaktør B.T. (2000-2007). Politisk kommentator ved Dagbladet Information (2007-2009). 
Erik Meier Carlsen studerede religionsvidenskab på Københavns Universitet 2008-2014. 
Forfatter til flere bøger om politik, samfund og buddhisme, bl.a.:
- "Plads for dem alle", Hovedland 1992.
- "Konger uden land", Aschehoug 1996.
- "De Overflødiges Oprør", Centrum 2000.
- "Den Fjerde Alliance", Gyldendal 2007.
- "Tilstedeværelsen – Dalai Lamas liv & lære – uden pynt", Politikens Forlag 2007.
- "Schlüters Epoke", Jyllands Postens Forlag 2009.
- "Folkhemspopulismen", Timbro, Sverige 2010.
- "Dødebogen – En udvidet og kommenteret udgave af Den Tibetanske Dødebog", Borgen, 2010.
- "Fagbossens Fald", Peoples Press 2011.